# Штефан Лубі
Штефан Лубі (словац. Štefan Luby; (5 січня 1910 , Ліптовський Градок, Ліптовский Мікулаш  — 10 жовтня 1976 , Братислава )) — словацький правник та викладач, академік Чехословацької академії наук та Словацької академії наук; розробив теорію юридичної відповідальності.

## Життєпис
Закінчив середню школу в Ліптовському Мікулаші, а потім вивчав право в Братиславі, Празі та Парижі. У 1934 році закінчив юридичний факультет Університету Коменського в Братиславі, де також розпочав свою академічну кар'єру й здобув ступінь «доктора права». Після навчання в Лейпцигу, Цюріху та Парижі, в 1939 році був призначений надзвичайним професором цивільного права. Докторський ступінь він здобув у 1958 році на юридичному факультеті в Братиславі, який очолював у 1942—1944 і 1949—1950, до 1959 року, коли був переведений до Інституту держави і права Словацької академії наук. Також читав лекції в Економічному університеті в Братиславі. Окрім загальних питань цивільного права, він займався правовою історією, порівняльним правом, авторським правом, житловим законодавством, а згодом також питаннями трансплантації та охорони навколишнього середовища.
У 1968 році став членом Чехословацької академії наук та Словацької академії наук.

## Нагороди
- Орден Людовита Штура I класу (2005, посмертно);

## Вибрані публікації
- Liptovský a turčiansky register z roku 1931, 1932
- Le probleme des changements monétaires en matiere d'obligation, 1937
- Obyčajové právo a súdna prax, 1939
- Peňažné pohľadávky, 1939
- Slovenské všeobecné právo súkromné I, 1941
- Rodina a jej právne základy, 1942
- Dejiny súkromného práva na Slovensku, 1946
- Prevencia a zodpovednosť v občianskom práve, 1958
- Autorské právo, 1962
- Vlastníctvo bytov, 1971
- Zodpovednosť štátu za škodu spôsobenú rozhodnutím alebo úradným postupom, 1971
- Vynálezcovské právo (рукопис)